# Iceberg Point (Bird Island)
Der Iceberg Point (englisch für Eisbergspitze) ist eine Landspitze an der Südküste von Bird Island im Archipel Südgeorgiens im Südatlantik. Sie markiert die östliche Begrenzung der Einfahrt von der Jordan Cove in das Freshwater Inlet.
Das UK Antarctic Place-Names Committee benannte die Landspitze 2012 deskriptiv.